# Lidija Abrlić
Lidija Abrlić, coniugata Gnjidić (Segna, 13 settembre 1969), è un'ex cestista croata, fino al 1991 jugoslava.

## Carriera
Con la Croazia ha disputato i Campionati europei del 1999.